# Moosach (Landkreis Ebersberg)
Moosach ist eine Gemeinde im oberbayerischen Landkreis Ebersberg. Sie liegt in einem Tal des gleichnamigen Flusses Moosach.

## Geografie

### Lage
Die Gemeinde liegt in der Region München, dem Landkreis Ebersberg, im Alpenvorland in einer eiszeitlichen Moränenlandschaft auf etwa 500 Metern Höhe. Auf den zum Teil bewaldeten Moränenhügeln, die den Ort umgeben, ist u. a. der Steinsee zu finden, ein beliebter Badesee. Etwas entfernt davon liegt der unter Naturschutz stehende Kitzlsee. Das Dorf Moosach liegt in einem Tal des gleichnamigen Flusses Moosach. Es ist fast komplett umgeben von einem Landschaftsschutzgebiet, das ca. 40 % der Fläche der Gemeinde ausmacht.
Die Gemeinde mit ihren 1500 Einwohnern verfügt über einen Kindergarten, Grundschule, Dorfladen und Restaurants mit Biergärten. Die Bevölkerungsstruktur hat sich über moderates Wachstum und Zuzug entwickelt. Viele Künstler und Naturliebhaber wohnen und arbeiten heute in Moosach, das sogar über ein eigenes Theater verfügt.
Wegen seiner vielen schönen Wander- und Spazierwege und dem Steinsee als regional bekannten Badesee ist Moosach häufig das Ziel von Tagesausflüglern aus dem Landkreis und München. Mehrere Reiterhöfe und eine Fischzucht tragen zum besonderen Ortsbild bei.
Das Pfarrdorf befindet sich etwa 27 km südöstlich von München, 8 km westlich von Grafing, 16 km nördlich von Feldkirchen-Westerham und 12 km von der Kreisstadt Ebersberg entfernt. Die nächstgelegenen Stationen der S-Bahn befinden sich in Kirchseeon, Eglharting und Grafing (jeweils 6 km), zum Flughafen München sind es etwa 52 km und zur Autobahn A 99 (Anschlussstelle Haar) 13 km.

### Gemeindegliederung
Es gibt zwölf Gemeindeteile (in Klammern ist der Siedlungstyp angegeben):
- Altenburg (Wallfahrtskirche)
- Baumhau (Weiler)
- Berghofen (Weiler)
- Deinhofen (Einöde)
- Falkenberg (Dorf)
- Fürmoosen (Dorf)
- Gutterstätt (Weiler)
- Moosach (Pfarrdorf)
- Niederseeon (Dorf)
- Oberseeon (Weiler)
- Reit (Einöde)
- Schattenhofen (Weiler)

### Nachbargemeinden
- Oberpframmern
- Zorneding
- Kirchseeon
- Grafing
- Bruck
- Glonn

### Natur
Folgende Schutzgebiete berühren das Gemeindegebiet:
- Landschaftsschutzgebiet LSG „Steinsee, Moosach, Doblbach, Brucker Moos und Umgebung“ (LSG-00337.01)
- Landschaftsschutzgebiet Schutz des Kitzelsees und seiner Umgebung in der Gemeinde Moosach und der Marktgemeinde Glonn als LSG (LSG-00406.01)
- Fauna-Flora-Habitat-Gebiet Kupferbachtal, Glonnquellen und Gutterstätter Streuwiesen (8037-371)

## Geschichte
Moosach konnte 1990 auf sein 1200-jähriges Bestehen zurückblicken, dokumentiert in einer Schenkungsurkunde des Bistums Freising aus dem Jahr 790. Bereits 774 beurkundete man eine Schenkung von Besitz „ad Mosaha amne“ an Freising, hier ist aber wahrscheinlich der Bach „Moosach“ (Ache, die durch das Moos fließt) gemeint, der hier aus mehreren Quellen entspringt.
Ausgangspunkt für die Entstehung des Ortes war wohl die heute abgegangene Burg Falkenberg. Ab 1050 ist ein Ortsadel „de Mosaha“ verbürgt. Im 11. und 12. Jahrhundert besaß das Kloster Ebersberg in Moosach eine Kirche, Wiesen, Weiden, Wälder und Mühlen. Die Pfarre Moosach wird 1315 erstmals erwähnt.
Die Burg Falkenberg war schon in der frühen Neuzeit verschwunden, die Inhaber erbauten ein Schloss im Dorf Falkenberg selbst. 1581 wurde Schloss Falkenberg zu einer Hofmark erhoben.
Moosach gehörte zum Rentamt München und zum Landgericht Schwaben des Kurfürstentums Bayern. Im Zuge der Verwaltungsreformen in Bayern entstand mit dem Gemeindeedikt von 1818 die heutige Gemeinde.
An der Verbindungsstraße von Moosach nach Buch stand die Königseiche, die im Jahr 1900 einen Brusthöhenumfang von neun Meter hatte und 1988 umstürzte. An dieser Stelle steht heute eine Erinnerungstafel.

### Einwohnerentwicklung
Zwischen 1988 und 2018 wuchs die Gemeinde von 1130 auf 1549 Einwohner bzw. um 37,1 %.

## Religion
Moosach ist der Sitz des katholischen Pfarrverbandes Moosach, zu dem außer Moosach noch die Pfarreien Oberpframmern (St. Andreas) und Bruck (St. Peter und Paul) gehören.
Die Pfarrei Moosach wird erstmals 1325 erwähnt. Der erste Nachweis der Pfarrkirche St. Bartholomäus ist im Jahr 1525 datiert. Die Kirche wurde 1777 neu erbaut und 1951 erweitert. Vom Sommer 2010 bis Weihnachten 2013 war die Pfarrkirche wegen Sanierungs- und Restaurierungsarbeiten geschlossen.

## Politik

### Gemeinderat
Die Gemeinderatswahl 2020 ergab folgende Stimmenanteile und Sitzverteilung:
| Partei/Liste                                                                      | %     | Sitze |
| --------------------------------------------------------------------------------- | ----- | ----- |
| CSU/Moosacher Bürger                                                              | 44,40 | 7     |
| Unparteiische Wählergemeinschaft Moosach/Alternative Moosacher Bürgergemeinschaft | 36,25 | 4     |
| Frauen für Moosach                                                                | 19,36 | 2     |

### Bürgermeister
Erster Bürgermeister ist Michael Eisenschmid (CSU/Moosacher Bürger). Dieser ist seit 1. Mai 2020 als ehrenamtlicher Bürgermeister im Amt. Bei der Stichwahl am 29. März 2020 erreichte er 59,0 % der Stimmen.

### Wappen
| Wappen von Moosach | Blasonierung: „In Gold ein schwarzer Falke, der von zwei gesenkten, schräg gekreuzten grünen Mooskolben überdeckt ist.“ |
| Wappen von Moosach | Wappenführung seit 1974                                                                                                 |

## Baudenkmäler
- Pfarrkirche St. Bartholomäus in Moosach
- Wallfahrtskirche „Unserer lieben Frau in Altenburg“: sie wurde im Jahr 1391 zum ersten Mal erwähnt. Die ursprünglich gotische Kirche wurde 1711 barockisiert und in den Jahren 1975 und 1993/94 restauriert.
- Filialkirche St. Pankratius in Berghofen: sie gehört zu den ältesten Kirchen im Ebersberger Raum. Ihre Erbauung wird auf den Zeitraum 1180–1200 geschätzt. Ursprünglich der Pfarrei Bruck zugeordnet, gehört sie seit 1820 der Pfarrei Moosach an.[9]
- Schloss Falkenberg

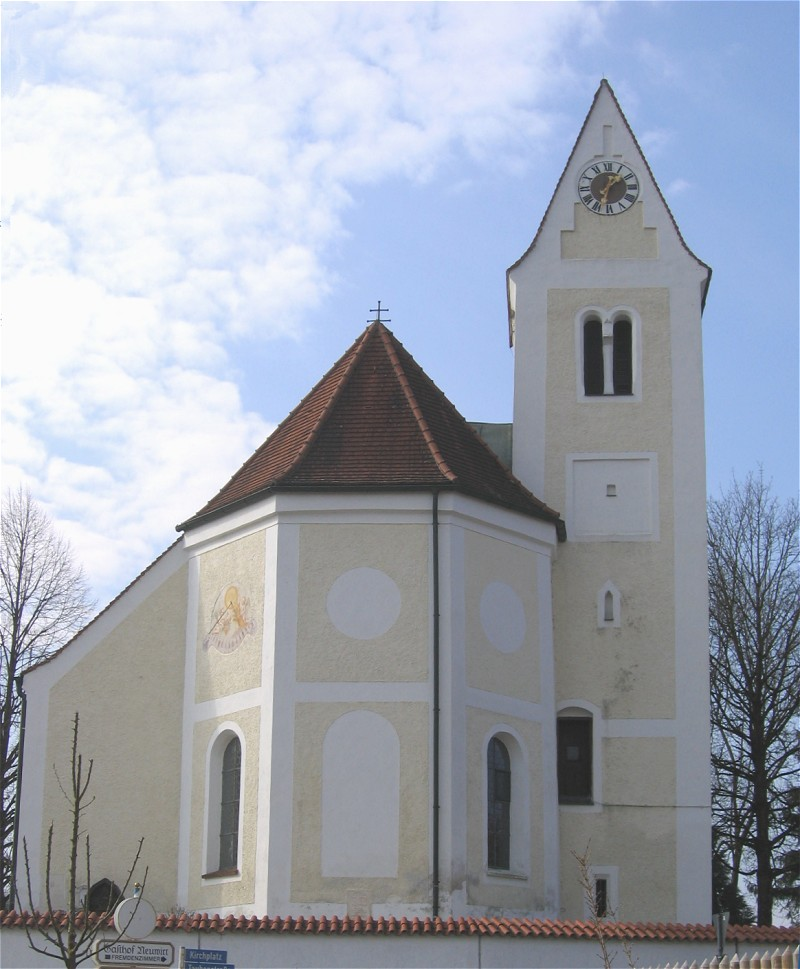
Pfarrkirche St. Bartholomäus
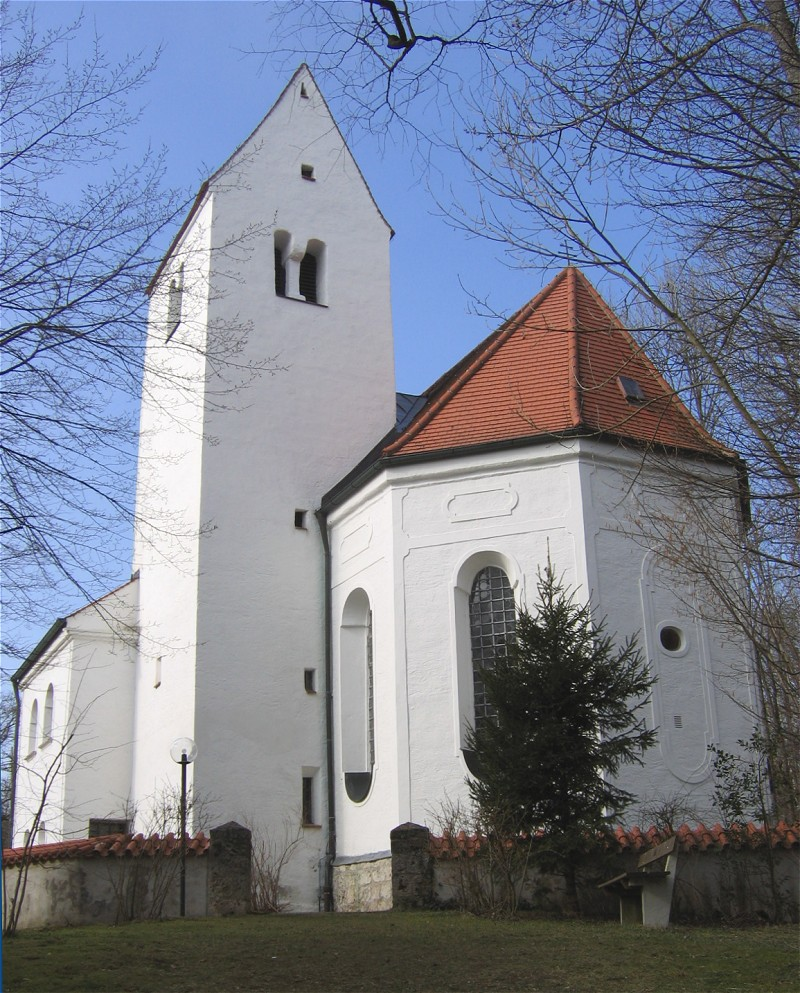
Maria Altenburg
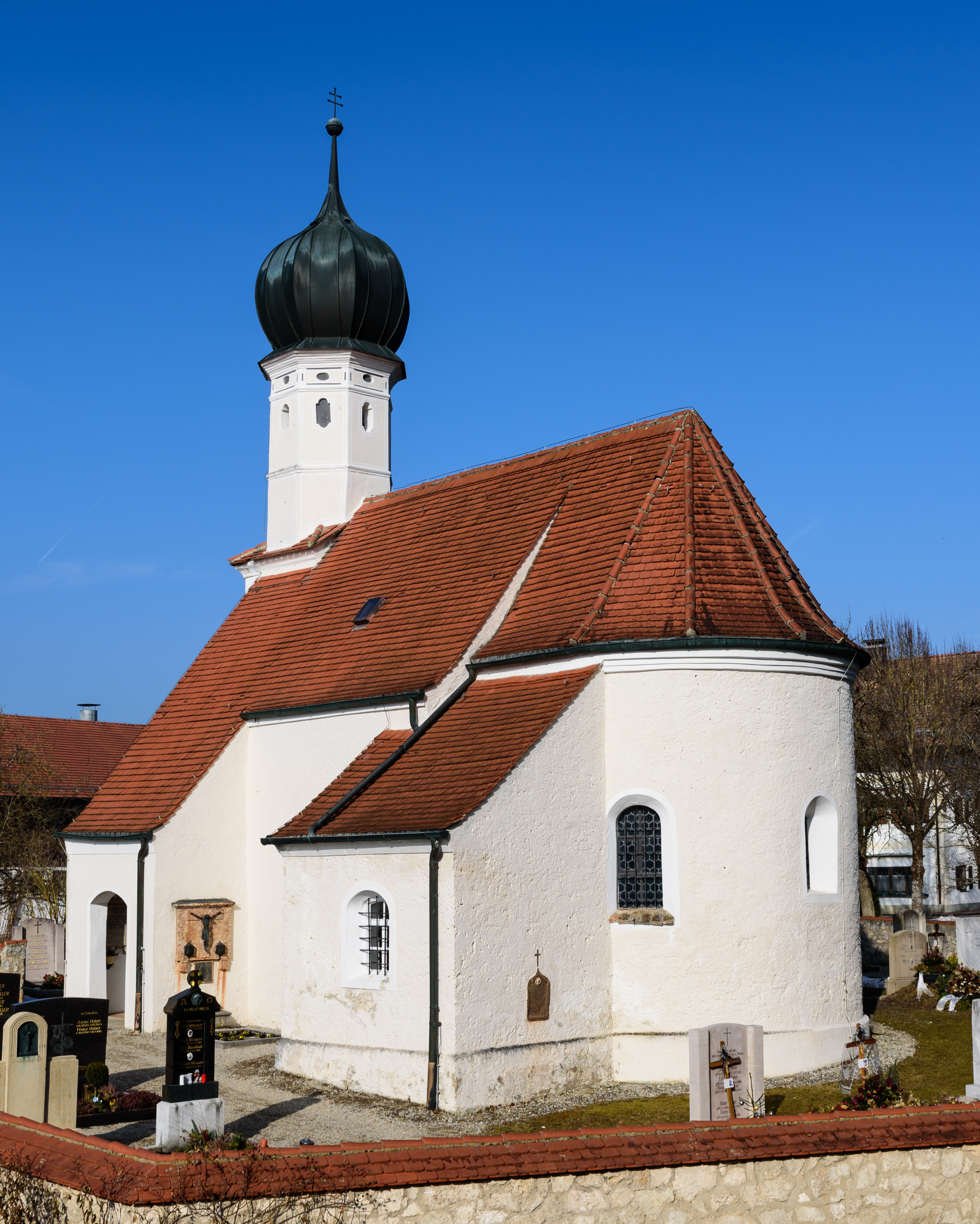
Filialkirche St. Pankratius, Berghofen

## Verkehr

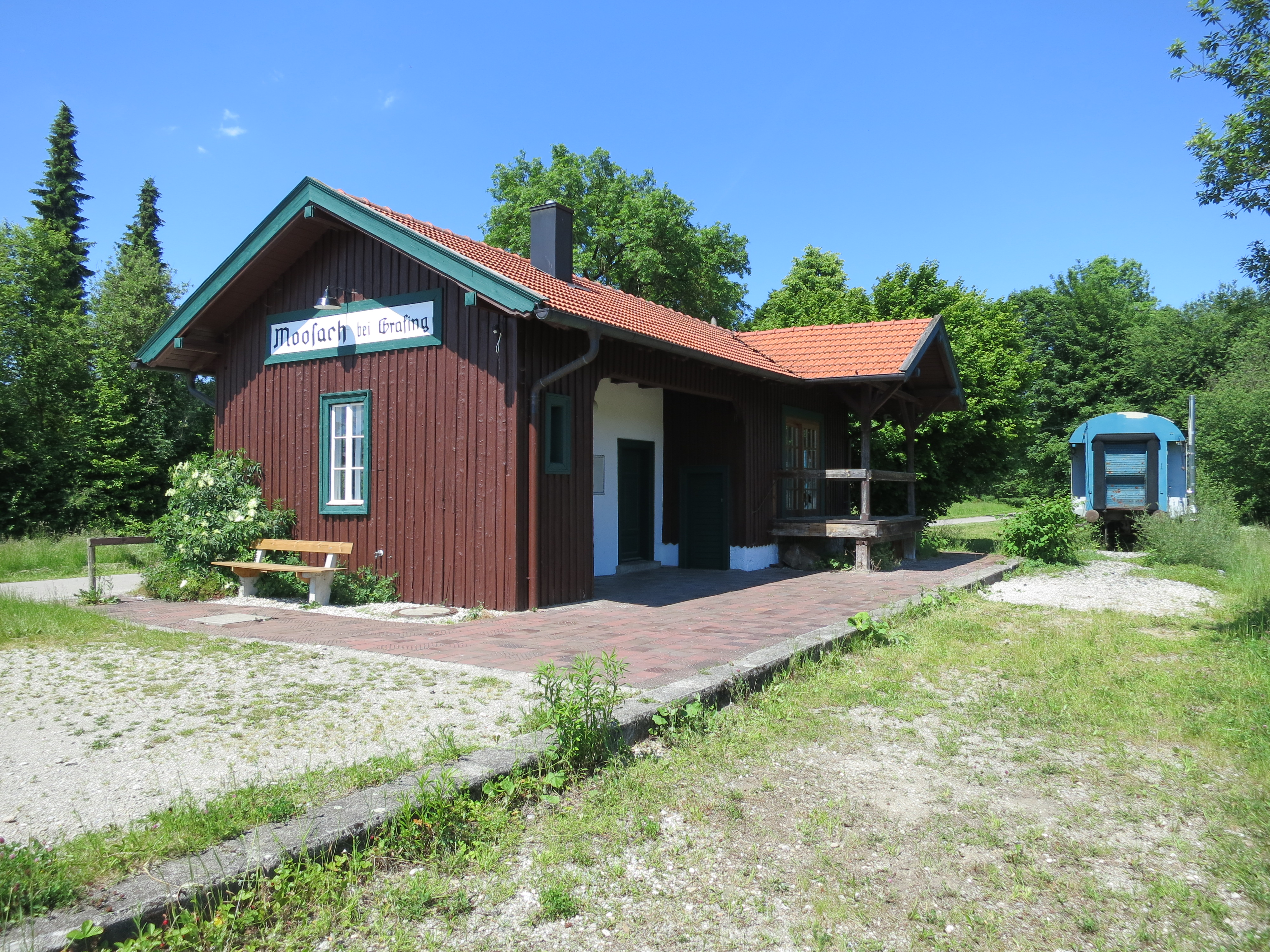
Ehemaliges Empfangsgebäude des Bahnhofs Moosach

Ab 1894 besaß Moosach einen Haltepunkt an der Lokalbahn Grafing–Glonn, auf dieser wurde jedoch 1970 aufgrund sinkender Fahrgastzahlen der Personenverkehr und 1971 der Güterverkehr eingestellt und die Strecke stillgelegt. Das noch erhaltene Moosacher Bahnhofsgebäude steht unter Denkmalschutz, daneben befindet sich ein Stück Gleis mit einem ehemaligen Personenwagen, der heute als Treffpunkt für die Jugend in Moosach (JIM) genutzt wird. Der alte Bahndamm zum Nachbardorf (8 km) ist heute ein Naturerkundungsweg für Radfahrer und Fußgänger.